# 점 양분 상관계수
점 양분 상관계수(Point-biserial correlation coefficient, rpb)는 연속 양분점 상관 계수이다.
'양분점상관계수','양류상관계수' 또는 '점이연상관계수' 또는 '양류상관계수'로 불린다.
점 양분 상관계수는 피어슨 상관 계수와 수학적으로 동일한 경우로 보일수있다. 즉, 변수 X와 이분법 변수 Y가 연속적으로 측정 된 경우에서 rXY = rpb이다. 이분법 변수에서 두 개의 별개의 숫자 값을 할당해봄으로써 이를 확인할 수 있다.

## 같이 보기
- 파이 계수